# Lizac
Lizac é uma comuna francesa na região administrativa de Occitânia, no departamento de Tarn-et-Garonne. Estende-se por uma área de 9,42 km². Em 2010 a comuna tinha 527 habitantes (densidade: 55,9 hab./km²).